# Adam Stanisław Skąpski
Adam Stanisław Skąpski (ur. 21 maja 1902 w Krakowie, zm. 24 sierpnia 1968 w Lagos, Nigeria) – polski chemik-metalurg, założyciel szkoły technicznej w Aiyetoro w Nigerii.

## Życiorys
Syn Stanisława i Heleny z Gostwickich. Po ukończeniu gimnazjum im. Bartłomieja Nowodworskiego przez rok przygotowywał się do egzaminu dojrzałości, który zdał eksternistycznie w 1919 w II Państwowej Szkole Realnej, a następnie rozpoczął studia na Wydziale Chemicznym Uniwersytetu Jagiellońskiego, w 1920 przerwał naukę i ochotniczo wstąpił do Wojska Polskiego i walczył w wojnie polsko-bolszewickiej. 
Po powrocie na uczelnię na jesieni 1920 kontynuował naukę, od 1923 był elewem w kierowanej przez prof. Bohdana Szyszkowskiego Katedrze Chemii Fizycznej na Wydziale Górniczym Akademii Górniczej, rok później ukończył naukę i został młodszym asystentem. Równocześnie nauczał fizyki i chemii w Państwowej Szkole Przemysłowej i w Prywatnym Gimnazjum Żeńskim im. Emilii Plater. W październiku 1928 na Wydziale Filozoficznym Uniwersytetu Jagiellońskiego przedstawił pracę doktorską pt. "Zastosowanie metody współczynników rozdziału do wyznaczania współczynników aktywności słabych elektrolitów w roztworach soli" i objął stanowisko starszego asystenta, prowadził wykłady z chemii fizycznej dla studentów farmacji i nauk przyrodniczych. Podczas choroby prof. Bohdana Szyszkowskiego zastępował go prowadząc wykłady zarówno na Uniwersytecie Jagiellońskim, jak i na Akademii Górniczej. Po śmierci prof. Szyszkowskiego został faktycznym kierownikiem Zakładu Chemii Fizycznej Wydziału Hutniczego Akademii Górniczej, 2 grudnia 1932 przedstawił pracę habilitacyjną pt. „Studia nad adsorpcją buforów octanowych na Carbo Medicinalis E. Merck”. Po obronie powierzono mu kierownictwo Katedry Chemii Fizycznej i Elektrochemii Akademii Górniczej w charakterze zastępcy profesora, a od 1934 był profesorem nadzwyczajnym nominowanym chemii fizycznej. Następnie wyjechał na rok do Szwecji, gdzie w Metallografitska Institutet w Sztokholmie jako stypendysta Fundacji Rockefellera kontynuował naukę w dziedzinie chemii fizycznej, która miała zastosowanie w metalurgii. Po powrocie kontynuował pracę naukową nad różnymi aspektami obecności wtrąceń w stali, równolegle był doradcą naukowym w Państwowej Wytwórni Uzbrojenia i w Katowickiej Spółce Akcyjnej Górnictwa i Hutnictwa, należał do Polskiego Związku Badaczy Materiałów Metalowych. 
W 1938 został wybrany na prezesa Związku Chemików Polskich i zajmował to stanowisko przez dwie roczne kadencje. W następnym roku został powołany na członka Akademii Nauk Technicznych oraz na członka komitetu redakcyjnego prestiżowego czasopisma francuskiego "Metaux et Corrosion". Po wybuchu II wojny światowej przedostał się z rodziną do Kowla, a następnie do Lwowa, został aresztowany przy próbie przekroczenia granicy węgierskiej i zesłany do Republiki Komi. Po uwolnieniu w 1942 przez Kujbyszew, Bliski Wschód przedostał się do Wielkiej Brytanii, gdzie od listopada 1943 do 1945 pełnił funkcję sekretarza generalnego Ministerstwa Wyznań Religijnych i Oświecenia Publicznego w Londynie, członka Polskiego Towarzystwa Naukowego na Obczyźnie oraz członka Rady Akademickiej Studiów Technicznych. W lipcu 1945 wyjeżdża do Sztokholmu, ale po otrzymaniu propozycji objęcia stanowiska profesora w Institute Metals University of Chicago wyjeżdża w styczniu 1946 do Stanów Zjednoczonych. W 1948 przeszedł do University of Nebraska–Lincoln w Lincoln i wykładał tam do 1953, a następnie przez trzy lata związany był z University of Vermont. 
W 1958 jako konsultant Biura Nauk Ścisłych i Technicznych Fundacji (Foundation’s Office of Science and Egineering) nawiązał współpracę z Fundacją Forda, która wspomagała rozwój szkolnictwa w afrykańskich krajach, które uzyskiwały wówczas niezależność polityczną. W grudniu tego samego roku został konsultantem Dywizji Krajów Zamorskich Fundacji w sprawach edukacji technicznej w Nigerii, w 1960 wyjechał do Lagos, gdzie był organizatorem i profesorem na tamtejszym Uniwersytecie oraz założycielem szkoły technicznej Aiyetoro. Zginął tragicznie w wypadku samochodowym, spoczywa na terenie kampusu szkolnego w Aiyetoro.